# Dhol

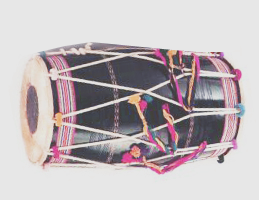
Een dhol

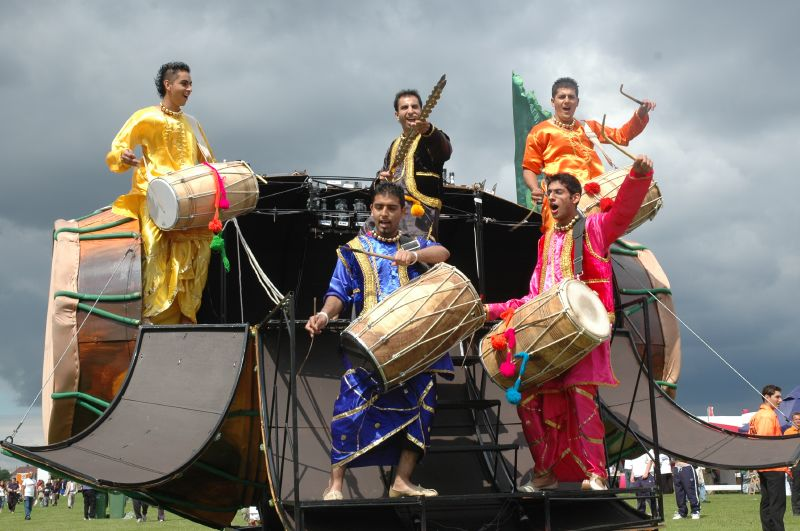
Dhol-spelers

Een dhol (Punjabi: ਢੋਲ, Devanagari: ढोल, Urdu: ڈھول) is een tweevellige trommel. Het is een Zuid-Aziatisch instrument waarmee men door middel van stokken muziek kan maken. Het wordt onder andere gebruikt in Qawwali en Bhangra. 
Een dhol lijkt erg op een dholak, maar is iets groter. Hij wordt met stokken bespeeld, terwijl een dholak wordt bespeeld met handen en vingers.